# Camak
Camak és una població dels Estats Units a l'estat de Geòrgia. Segons el cens del 2000 tenia 165 habitants.

## Demografia
Segons el cens del 2000, Camak tenia 165 habitants, 71 habitatges, i 40 famílies. La densitat de població era de 80,6 habitants per km².
Dels 71 habitatges en un 21,1% hi vivien nens de menys de 18 anys, en un 43,7% hi vivien parelles casades, en un 12,7% dones solteres, i en un 42,3% no eren unitats familiars. En el 39,4% dels habitatges hi vivien persones soles el 16,9% de les quals corresponia a persones de 65 anys o més que vivien soles. El nombre mitjà de persones vivint en cada habitatge era de 2,32 i el nombre mitjà de persones que vivien en cada família era de 3,15.
Per edats la població es repartia de la següent manera: un 20% tenia menys de 18 anys, un 7,9% entre 18 i 24, un 26,1% entre 25 i 44, un 29,1% de 45 a 60 i un 17% 65 anys o més.
L'edat mediana era de 42 anys. Per cada 100 dones de 18 o més anys hi havia 85,9 homes.
La renda mediana per habitatge era de 26.500 $ i la renda mediana per família de 30.833 $. Els homes tenien una renda mediana de 28.000 $ mentre que les dones 16.667 $. La renda per capita de la població era de 13.594 $. Entorn del 16,7% de les famílies i el 19,3% de la població estaven per davall del llindar de pobresa.

## Poblacions més properes
El següent diagrama mostra les poblacions més properes.